# 4717 Kaneko
4717 Kaneko è un asteroide della fascia principale del diametro medio di circa 17,99 km. Scoperto nel 1989, presenta un'orbita caratterizzata da un semiasse maggiore pari a 3,0145561 UA e da un'eccentricità di 0,0987192, inclinata di 10,79519° rispetto all'eclittica.